# 비티니움
비티니움 (Bithynium) 혹은 비티니온(고대 그리스어: Βιθύνιον)은 스트라본이 묘사한 것에 따르면 티우스 위쪽에 있는, 비티니아 내륙의 도시이며, 가축들이 풀뜯기에 좋았던 살로네 (Salone) 혹은 살론 (Salon) 주변에 전원 지역 있었고, 치즈로 유명하였다. 살로네 구역의 중심 도시이기도 하였다. 파우사니아스가 전하길, 비티니움은 하드리아누스가 총애하던 안티누스의 출생지라 하였고, 산가리오스강 너머에 있다고 하였는데, 아마도 산가리오스강의 동쪽을 의미한 것일 거이다. 그는 비티니아인들의 먼 조상이 아카디아인들과 만티네이아인이라고 덧붙였는데, 이 경우엔 그리스 식민지가 이곳에 세워진 것이다. 비티니움은 이후에 클라우디오폴리스(Claudiopolis)라 불리게 되었는데, 이 명칭은 티베리우스 시기 때 처음 붙은 것으로 추측된다. 그렇지만 파우사니아스가 이 이름을 언급하지 않은 것은 이례적이다. 디오 카시우스는 비티니움이라는 이름으로도, 클라우디오폴리스라는 이름으로도 언급하였다. 이후에 하드리아누스 황제의 이름을 따 하드리아나 (Hadriana)라는 이름을 지니게 되었다. 클라우오폴리스와 하드리아나라는 지명은 이곳에서 주조된 주화에서 나타난다.
비티니움은 일찍이 기독교화되었고 대교구가 되었다. 디오클레티아누스 시기 때 종교적 핍박을 겪었다. 더 이상 유지되는 교구가 아닌 이곳은 클라우디오폴리스 인 호노리아데라는 이름으로 로마 가톨릭교회의 명목상 교구로 남아있다. 클라우디오폴리스 인 비티니아라는 이름의 옛 명목상 교구는 폐지되었다.
비티니움이 있던 지역은 오늘날 터키의 볼루라는 도시가 들어서 있다.